# 熊遂
熊遂（？—？），是春秋时期吳国的君主之一，為吳國第六任君主，承襲父亲周章擔任吳國君主。熊遂死后儿子柯相继位。
| 前任： 周章 | 春秋吳國君主 | 繼任： 柯相 |